# Housseine Zakouani
Housseine Zakouani est un footballeur comorien né le 30 avril 1998 à Marseille. Il évolue au poste d'ailier droit à La Berrichonne de Châteauroux.

## Biographie
Housseine Zakouani naît à Marseille le 30 avril 1998. D'origine comorienne, il possède la double-nationalité franco-comorienne. Il intègre en 2015 le centre de formation de l'OM, dans la catégorie des moins de dix neuf ans. Il joue son premier match en équipe réserve en fin de saison avant d'intégrer l'effectif la saison suivante. Il réalise ses classes de jeune footballeur au sein du centre de formation de l'OM. En octobre 2016, il prend part à deux matchs amicaux avec l'équipe professionnel. Il atteint avec ses coéquipiers juniors la finale de la Coupe Gambardella en 2017 , rencontre durant laquelle il est d'ailleurs impliqué sur l'unique réalisation de son équipe. Après un an passé à jouer avec la réserve olympienne, il est libéré par le club.
Il part après quelques mois tenter sa chance en Grèce à l'AO Trikala en D2 grecque, où il signe en janvier 2019. Malheureusement, il se blesse au bout de deux matchs et ne parvient pas à s'imposer dans l'équipe qu'il quitte au bout de six mois. Il s'engage alors pour le club d'Aubagne FC, qui évolue en National 3 en octobre 2019, équipe avec laquelle il obtient la promotion dans la division supérieure à l'issue de la saison à la suite de la relégation administrative de l'Athlético Marseille.
En 2021, il s'engage avec Jura Sud Foot, également pensionnaire de National 2.

### Parcours en sélection
Il est appelé en sélection des Comores dès 2017 pour une rencontre face au Togo mais n'entre pas en jeu. Il ne sera rappelé que trois ans plus tard, à l'automne 2020, pour des rencontres décisives en vue d'une qualification pour la CAN 2021 de sa sélection. Il prend part à sa première rencontre international lors d'un match amical face à la Libye.

## Statistiques
| Saison                | Club                          | Championnat           | Championnat | Championnat | Coupe(s) nationale(s) | Coupe(s) nationale(s) | Total | Total |
| Saison                | Club                          | Division              | M.          | B.          | M.                    | B.                    | M.    | B.    |
| 2015-2016             | Olympique de Marseille rés.   | CFA                   | 1           | 0           | -                     | -                     | 1     | 0     |
| 2016-2017             | Olympique de Marseille rés.   | CFA                   | 22          | 1           | -                     | -                     | 22    | 1     |
| 2017-2018             | Olympique de Marseille rés.   | National 2            | 24          | 1           | -                     | -                     | 24    | 1     |
| Sous-total            | Sous-total                    | Sous-total            | 47          | 2           | -                     | -                     | 47    | 2     |
| 2018-2019             | AO Trikala                    | Football League       | 2           | 0           | -                     | -                     | 2     | 0     |
| 2019-2020             | Aubagne FC                    | National 3            | 8           | 0           | -                     | -                     | 8     | 0     |
| 2020-2021             | Aubagne FC                    | National 2            | 6           | 0           | 2                     | 0                     | 8     | 0     |
| Sous-total            | Sous-total                    | Sous-total            | 14          | 0           | 2                     | 0                     | 16    | 0     |
| 2021-2022             | Jura Sud Foot                 | National 2            | 22          | 2           | 5                     | 1                     | 27    | 3     |
| 2022-2023             | Jura Sud Foot                 | National 2            | 17          | 3           | 4                     | 3                     | 21    | 6     |
| 2023-2024             | Jura Sud Foot                 | National 2            | 25          | 4           | 2                     | 1                     | 27    | 5     |
| Sous-total            | Sous-total                    | Sous-total            | 64          | 9           | 11                    | 5                     | 75    | 14    |
| 2023-2024             | US Thionville Lusitanos       | National 2            | 2           | 0           | 2                     | 0                     | 4     | 0     |
| 2024-2025             | Hyères FC                     | National 2            | 7           | 0           | -                     | -                     | 7     | 0     |
| 2025-2026             | La Berrichonne de Châteauroux | National              | 1           | 0           | -                     | -                     | 1     | 0     |
| Total sur la carrière | Total sur la carrière         | Total sur la carrière | 136         | 11          | 15                    | 5                     | 151   | 16    |

### En sélection nationale
| Saison                | Sélection             | Phases finales        | Phases finales | Phases finales | Phases finales | Éliminatoires | Éliminatoires | Éliminatoires | Matchs amicaux | Matchs amicaux | Matchs amicaux | Total | Total | Total |
| Saison                | Sélection             | Compétition           | M              | B              | Pd             | M             | B             | Pd            | M              | B              | Pd             | M     | B     | Pd    |
| --------------------- | --------------------- | --------------------- | -------------- | -------------- | -------------- | ------------- | ------------- | ------------- | -------------- | -------------- | -------------- | ----- | ----- | ----- |
| 2020-2021             | Comores               | -                     | -              | -              | -              | -             | -             | -             | 1              | 0              | 0              | 1     | 0     | 0     |
| 2022-2023             | Comores               | -                     | -              | -              | -              | -             | -             | -             | 1              | 0              | 0              | 1     | 0     | 0     |
| Total sur la carrière | Total sur la carrière | Total sur la carrière | -              | -              | -              | -             | -             | -             | 2              | 0              | 0              | 2     | 0     | 0     |

## Palmarès
Il est finaliste de la Coupe Gambardella en 2017 avec l'Olympique de Marseille.